# 元首護衛旅
元首護衛旅（德語：Führer-Begleit-Brigade）是第二次世界大戰中納粹德國陸軍所成立的裝甲擲彈兵旅。

## 历史

### 元首旅团
1938年，德國柏林，德國陸軍成立了一支部隊來保護德國元首希特勒，直到1944年7月20日那顆炸彈粉碎了希特勒對德國陸軍的信任為止。這隻最早成立保護希特勒的部隊就是柏林護衛團（Wach-Regiment Berlin），也是後來大德意志摩托化步兵團（Infanterie-Regiment (mot.) Großdeutschland，以下簡稱大德意志摩托化步兵團）的前身。由於希特勒必需要到新的佔領地去巡視，為了隨行保護希特勒的安全，從柏林護衛團裡抽調兩個連當中的摩托化步兵排，組成一個新的單位，匿名為「元首之旅」（Führer Reise）。而其指揮官就是後來鼎鼎大名的非洲之狐埃爾溫·隆美爾上校。
這隻元首之旅的兵源原本由柏林護衛團提供，後來改由大德意志摩托化步兵團提供。這隻部隊在波蘭戰役時也護衛希特勒到戰場巡視，到了1939年10月，元首護衛營（Führer-Begleit-Battaillone）正式成立。這個營也保護希特勒在1940年時至法國戰場巡視，並且在同年的6月22日22點整，由第一連的三個號角手吹起了停火號，象徵了德法兩國正式停戰。

### 元首護衛營

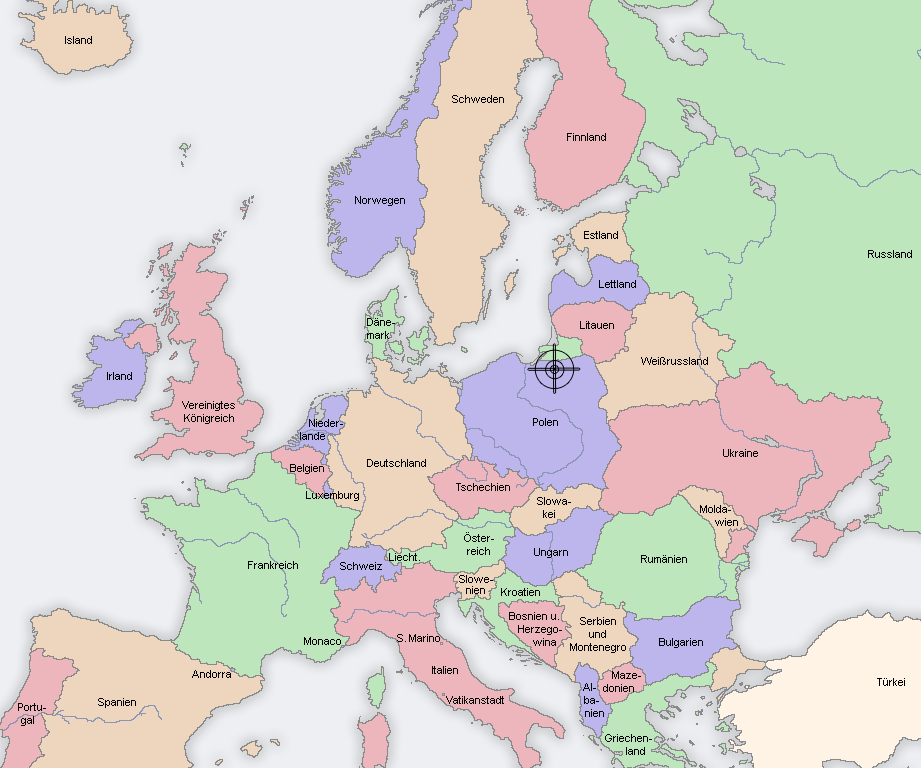
拉斯騰堡狼寨總部之地理位置

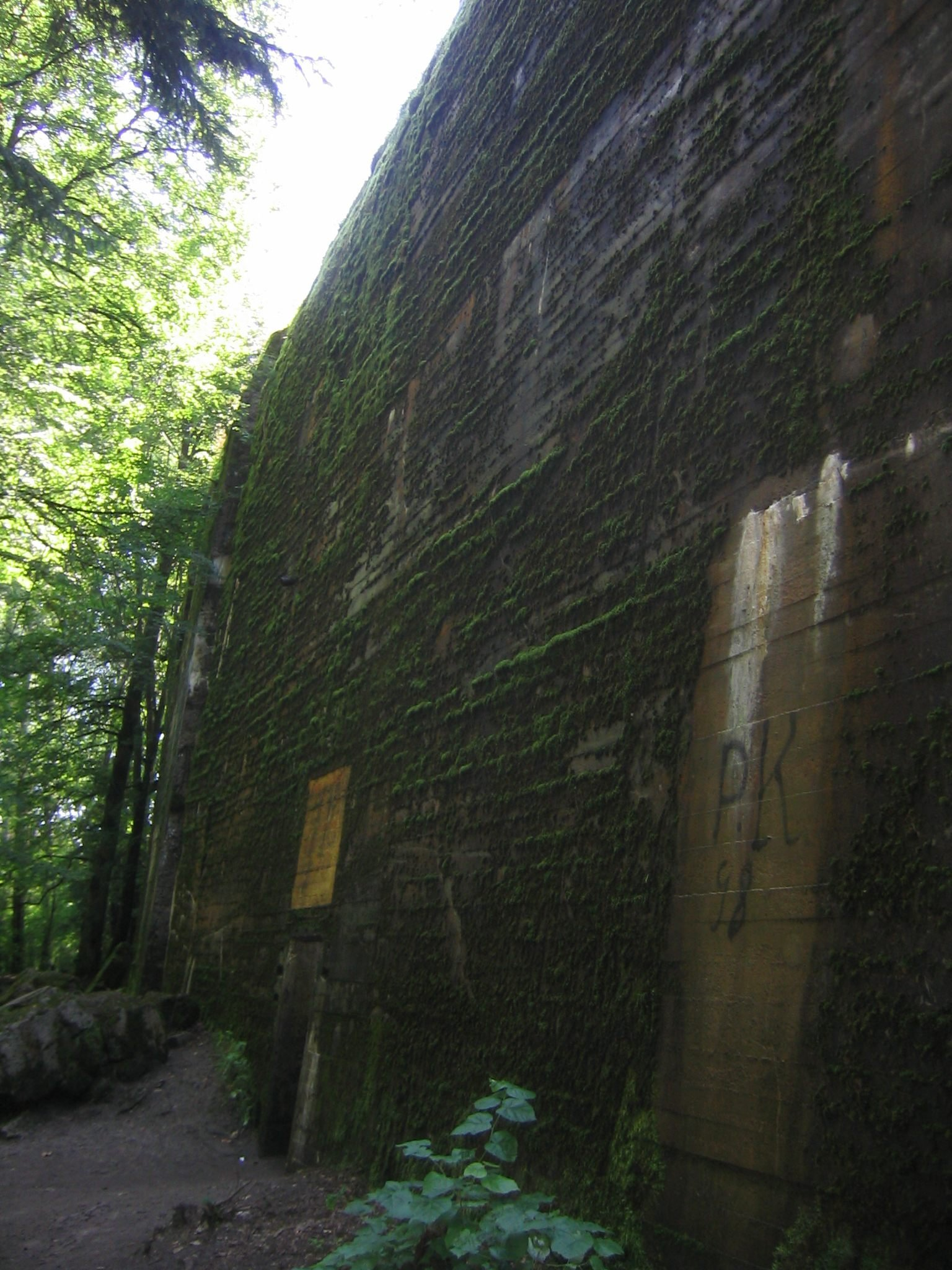
拉斯騰堡狼寨總部元首碉堡之遺跡

1941年6月，希特勒移駐拉斯騰堡的總部，也就是1944年7月20日以炸彈事件聞名的狼寨。
對於一個身負保護元首安危的精銳部隊而言不能沒有實戰經驗。德軍的解決方法是從元首護衛營中以輪調的方式成立一個戰鬥群：內林戰鬥群（Kampfgruppe Nehring，以指揮官瓦爾特·內林的姓為戰鬥群的名稱）派赴前線以獲取實戰經驗。當初的構想是以每三個月為一期輪調到東部戰線的北方戰區，但這個構想卻無法實現。那是由於紅軍在1941年的冬季攻勢使得這個戰鬥群不得不留在前線上，因為她是當時唯一裝備精良且可被派往危急戰區的預備隊。為了符合這個需求，這個戰鬥群的編制被擴大，除了原有的部隊外又增加了一個戰車連、一個戰防排、一個機車步槍排、一個偵搜排、一個防空砲排及其它通訊、衛生和修理單位。
在這個時期，這個戰鬥群的各下屬單位被分散到鄰近各師去協防。因此這個戰鬥群始終沒有機會在其指揮官的指揮下以一個完整部隊的姿態進行其初陣。其下屬單位分散的結果使他們蒙受莫大的損害直到1942年3月底撤出戰線。
1942年底1943年初紅軍的第二次冬季攻勢使得元首護衛營又要重組一個戰鬥群來填補戰線上的缺口。配備有一個摩托化步兵連，一個重裝備連和一個戰車連的元首護衛營戰鬥群被火速送往前線。相較於要填補此缺口的兵力而言，元首護衛營戰鬥群的兵力實在是微不足道。但這個戰鬥群卻是由一流的戰士，良好的裝備和充足的戰防武器所組成。從二月底開始佈防到四月底回到拉斯騰堡營部為止，這個戰鬥群的表現不俗。
1943年春天，正當大德意志裝甲擲彈兵師在卡爾可夫附近鏖戰的同時，另一個新的危機使得元首護衛營不得不頃巢而出，只留下一個小的分遣隊來保護狼寨總部。很明顯的，這個營的編制下除了一個純粹的護衛部隊之外還須要一個實戰部隊。於是在1943年4月，除了元首護衛營之外一個新的元首擲彈兵營（Führer-Grenadier-Bataillon，以下簡稱FGB）成立了，也就是日後的姐妹部隊元首擲彈兵旅。1943年冬天，紅軍發動了第三次冬季大攻勢。到了1944年1月的第二週，由於紅軍成功的突破北方集團軍的防線，使得狼寨總部不得不下令元首護衛營重組一個戰鬥群去增援前線。從2月9日他們到達戰線的第一天到3月18日撤離戰線的最後一天，這個戰鬥群打了一場漂亮的硬仗。他們不只要守住紅軍進擊的主要高速道路，還要警戒紅軍從他們側翼的海岸登陸。當他們回到狼寨總部時，他們根據在戰場上的經驗提出了一項建議，並且很快就被採納。那就是這支部隊應該提昇到團級的戰力，並且隨時待命，作為元首的救火隊，可以隨時投入任何危急的戰區。1944年5月，元首護衛營被擴編為團級規模，但未被正式命名。其兵源則由大德意志裝甲擲彈兵補充旅提供。

### 元首護衛旅
1944年6月22日白俄羅斯，紅軍發動夏季攻勢，德軍中央集團軍應聲倒地。1944年7月2日，東普魯士拉斯騰堡狼寨，在國防軍最高指揮部考慮中央集團軍的戰況時，希特勒表示在這種戰況之下小型、高機動性、快速及全裝甲的戰鬥群可迅速對敵軍的裝甲茅頭反擊，這將對戰況大有幫助。希特勒認為這種戰鬥群的適切組織包括了一個搭乘半履帶步兵裝甲車的裝甲化裝甲擲彈兵營，一個擁有30-40輛戰車實力的戰車群，一個戰防連及一些防空砲車。希特勒要求成立12個如上所述的戰鬥群並定位為旅級部隊。
由於嚴重的兵源短缺使得需要適應新的戰技來節省人力，但又不能減少前線部隊的火力。這代表著新的武器要使一個士兵能發揮開戰時五個士兵的火力，而如何運用這些新武器於最有效率的方式便成了當務之急。由於德軍在應附危急戰況所籌組的戰鬥群有很成功的表現，以此為經驗，一種適度平衡各種武器與單位的44年裝甲旅便孕育而生。其編制除了本部外包括一個戰車營，一個裝甲化裝甲擲彈兵營，和其它支援單位，包括裝甲化工兵連，驅逐戰車連等。
一個新的危機在東部戰線的北方戰區形成，這正是測試適當組合士兵，武器及裝備的大好機會。1944年7月6日，元首下令從元首護衛營組成一個戰鬥群派往維爾紐斯以加強其防務。由Thilo Freiherr von Werthern上尉所指揮的von Werthern裝甲擲彈兵旅戰鬥群，成為測試44年裝甲旅的第一個實戰部隊。
1944年7月20日，東普魯士拉斯騰堡狼寨總部，由克勞斯·馮·施道芬堡上校等為首的反抗組織企圖刺殺希特勒失敗。
1944年11月初，擴編的元首護衛營 由東普魯士拉斯騰堡狼寨總部移師至德國艾费尔山區，準備投入德國在西部戰線的大反攻：守護萊茵作戰。11月底，元首護衛營正式擴編為元首護衛旅，除原有的元首護衛營之外增加一個戰車營，是由大德意志裝甲擲彈兵師戰車團第二營改編而成，一個防空砲兵團，一個腳踏車步兵營及其他支援單位。

### 阿登战役

守護萊茵作戰原始計劃

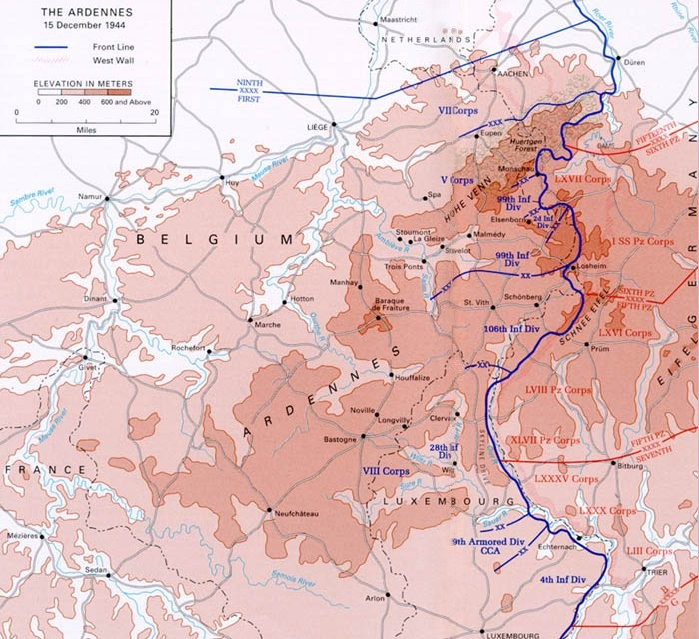
1944年12月15日兩軍陣線

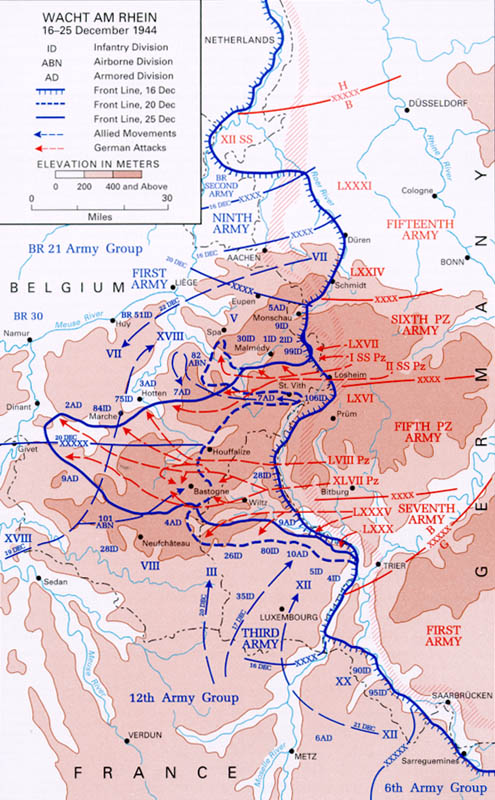
1944年12月16日至25日守護萊茵作戰實際進展

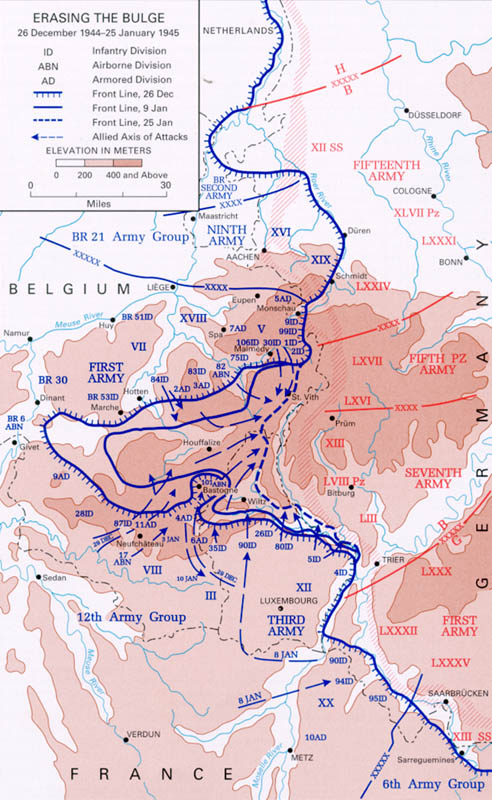
1944年12月26日至1945年1月16日盟軍反攻

1944年12月16日元首護衛旅所呈報的戰鬥序列包括（後勤支援單位未列出）：
- 旅部
- 元首護衛營戰車團：
  - 第一營（原大德意志戰車團第二營）：四個四號戰車連
  - 第二營（原第200突擊砲旅）：三個三號突擊砲連
- 元首護衛營裝甲擲彈兵團：
  - 第一營：六個裝甲化裝甲擲彈兵連
  - 第二營：四個摩托化裝甲擲彈兵連
  - 第三營（原第928特殊任務步兵營）：四個腳踏車化裝甲擲彈兵連
  - 第15步兵砲連
- 元首護衛營裝甲偵搜連
- 元首護衛營裝甲化砲兵營：三個自走化砲兵連
- 元首護衛營裝甲通訊連
- 元首護衛營防空砲兵團：四個摩托化防空砲連，三個自走化防空砲連

1944年12月18日，距離守護萊茵作戰攻擊發起的時間已有48小時，很明顯得第1裝甲師LSSAH並不能如預期般有所突破，所以整個主攻的重任落到第五裝甲軍的肩上。
為了增強戰力元首護衛旅在12月16日就接到命令開赴前線，但卻為壅塞的道路所阻使其行軍縱隊向德國境內延伸60公里之遠。該旅的集結區在圣菲特以東卻為美軍的砲擊所阻。當再集結後出發不久又被一處戰防砲陣地所阻。該旅不得不停止前進，因為又有第18國民擲彈兵師的補給馬車縱隊將原本預留給該旅裝甲車輛通行的主要道路給擠得水洩不通。旅長雷曼上校當時所收到的命令非常明確：不得參與攻佔聖維斯的戰鬥。但面對前阻的道路，雷曼上校盤算著發動一次快攻將該鎮奪下以便獲取一條讓他的部隊能快速通過的路徑。裝甲擲彈兵被派去參與該鎮的爭奪戰，不過卻無功而返。因為該鎮四周的泥濘和美軍的砲擊使得他們的攻擊受阻。傍晚該旅派出一個巡羅隊準備夜襲美軍的砲陣地卻反而遇襲被消滅。到了這天將盡時唯一令人欣慰的消息是聖維斯的美軍已和美軍的主防線脫離了。美軍的反擊使元首護衛旅的第三營受到很大的損失，直到豹式戰車和自走砲前來支援在短時間內擊毀了20輛盟軍戰車。裝甲部隊的攻擊使德軍的防線向前推進而該旅也隨之前進。到了12月24日清晨終於和第六裝甲軍的主體取得聯繫並歸其指揮。
12月26日，該旅脫離主戰線被派往加強巴斯托涅的包圍圈。但第一營一直要到天黑才能脫離原先的戰線並且在夜裡冒著砲擊的危險徒步前往新的戰鬥區域。在巴斯托涅的西邊元首護衛旅形成德軍在該鎮北面包圍網的一部份，試圖將該鎮封鎖。12月29日元首護衛旅奉令在30日繼續向Chenogne進攻，所有該旅的下屬單位都將拆散編成步兵分遣隊以完成攻擊任務。12月30日早晨7:30開始進攻而此時正好有一隊美軍戰車由路的另一頭駛來，元首護衛旅的進攻反而成為先發制人的攻擊。豹式戰車和裝甲運兵車被派來先進入隱蔽的位置等待美軍戰車進入射程。一天的激戰下來美軍損失了30輛戰車而德軍損失了四輛。
面對美軍沿著全線的試探攻擊，自走砲和戰車從一個危急地區趕往另一個危急地區。擲彈兵拿著鐵拳戰防火箭砲沿著全線苦戰。德軍已開始由突出部陣地撤退而守住Wiompont橋的命令使得撤退的腳步加快，因為該橋是少數仍未被炸毀的橋樑之一。撤退時道路壅塞的情形就跟剛開始進行攻勢時一模一樣。由於燃料的缺乏許多戰車都由拖車拖運，沿著道路兩旁都是被遺棄的車輛，火砲和裝甲運兵車。亞爾丁之役已經完了。這是自1944年6月6日以來德軍僅有的一次擁有戰場主導權而現在這短暫的優勢又被斷送了。德軍最後的希望破滅了。
元首護衛旅也在1月11日/12日趁著黑夜撤出防線，但在14日又回師反擊美軍的追擊。在寒冷的雪地裡，由於缺乏食物和燃料使得大部份在這場戰役中存活下來的人都患了支氣管炎和凍瘡。
兩個元首之旅肩並肩得繼續他們的撤退戰以掩護其它部隊的撤退。等撤退告一段落到了1945年1月25日消息傳來這兩個元首之旅將要被擴編為兩個師。新的師級下屬單位及新的人員裝備已整編完畢。這兩個元首之旅從剛開始只有一個營的兵力成長為配有最新裝備且整編完畢的兩個師。而在他們面前還有東部戰線更大的災難等著他們。

## 徽章
大德意志裝甲擲彈兵師的徽章是一個白色的德軍鋼盔，元首護衛師的徽章是一個黃色的德軍鋼盔，而元首擲彈兵師的徽章是一個青色的德軍鋼盔。
元首護衛師的基幹部隊是一個戰車團（兩個戰車營）和一個裝甲擲彈兵團。其它支援單位和一般裝甲師大致相同。
元首擲彈兵師的基幹部隊是一個戰車團和兩個裝甲擲彈兵團。雖然它的編制和一般德國陸軍的裝甲師並無太大差別，但一般戰史都不將該師列為裝甲師。

## 延伸阅读
- Georg Tessin: Verbände und Truppen der deutschen Wehrmacht und Waffen-SS im Zweiten Weltkrieg 1939–1945. Band 14. Die Landstreitkräfte. Namensverbände. Die Luftstreitkräfte. Fliegende Verbände. Flakeinsatz im Reich 1943–1945. Biblio-Verlag, Bissendorf 1980, ISBN 3-7648-1111-0, S. 77 (eingeschränkte Vorschau in der Google-Buchsuche).
- Mitcham, Samuel W., Jr. (2007). German Order of Battle. Volume Two: 291st – 999th Infantry Divisions, Named Infantry Divisions, and Special Divisions in WWII. PA; United States of America: Stackpole Books. S. 210+211, ISBN 978-0-8117-3437-0.